# Dáka
Dáka est un village et une commune du comitat de Veszprém en Hongrie.